# مارتا فيري
مارتا فيري بوروميو (مواليد 21 يوليو 1984م)، مصممة أزياء إيطالية. ومن خلال الزواج، أصبحت عضوًا في عائلة بوروميو، وهي عائلة إيطالية نبيلة.

## مشوارها المهني
بعد الانتهاء من المدرسة، انتقلت إلى مدينة نيويورك لمدة أربع سنوات وعملت كمصممة ومصورة مساعدة ومساعدة تقنية رقمية ومساعدة شخصية ومنتجة لالتقاط الصور. في عام 2009م عادت إلى إيطاليا وبدأت العمل في برادا كتاجر بصري. بعد عام ونصف في إيطاليا ، انتقلت إلى الأرجنتين وبدأت خط مجوهرات يسمى نودا. أثناء وجودها في الأرجنتين ، بدأت في تجربة الأقمشة وبدأت في صنع الفساتين المصنوعة يدويًا. فتحت مشغلها الخاص ، "Banner" ، في ميلان. تبيع فساتينها المصممة خصيصًا حسب المقاس في مشغلها. ظهرت أول مجموعة ملابس لها في ديسمبر 2010م. في مايو 2014م ، دعت السفارة الإيطالية في الأرجنتين فيري لتقديم مجموعتها الربيعية. في تشرين الثاني (نوفمبر) 2014م، صممت حملة إعلانية لبوتشيلاتي. في عام 2016م، تعاون فيري مع شركة المنسوجات الإيطالية مولتيني, لإنشاء تصميمات جديدة وحديثة.